# Gerson Argueta
Gerson Nahamán Argueta Dubon (Tegucigalpa, Honduras, 10 de marzo de 1991) es un futbolista hondureño. Juega como portero y su actual equipo es el Génesis de Comayagua de la Liga Nacional de Honduras.

## Clubes
| Club                    | País     | Año             |
| ----------------------- | -------- | --------------- |
| Olimpia                 | Honduras | 2011 - 2012     |
| Deportes Savio (cesión) | Honduras | 2013            |
| Olimpia                 | Honduras | 2013 - 2015     |
| Lobos UPNFM (cesión)    | Honduras | 2016            |
| Olimpia                 | Honduras | 2016 - 2019     |
| Real de Minas           | Honduras | 2019 - 2021     |
| Juticalpa               | Honduras | 2021 - 2022     |
| Lobos UPNFM             | Honduras | 2022 - 2023     |
| Génesis de Comayagua    | Honduras | 2023 - Presente |

## Palmarés

### Campeonatos nacionales
| Título                    | Club    | País     | Torneo        |
| ------------------------- | ------- | -------- | ------------- |
| Liga Nacional de Honduras | Olimpia | Honduras | Apertura 2011 |
| Liga Nacional de Honduras | Olimpia | Honduras | Clausura 2012 |
| Liga Nacional de Honduras | Olimpia | Honduras | Apertura 2012 |
| Liga Nacional de Honduras | Olimpia | Honduras | Clausura 2014 |

### Campeonatos internacionales
| Título        | Club    | Lugar    | Año  |
| ------------- | ------- | -------- | ---- |
| Liga Concacaf | Olimpia | San José | 2017 |